# Reigersvliet
De Reigersvliet is een kleine polderwaterloop bij het Belgische dorp Stuivekenskerke. De waterloop stroomt door de polders op de linkeroever van de IJzer. De Reigersvliet loopt vanuit de weiden ten noorden van Kaaskerke naar Oud-Stuivekens. Daarna loopt de waterweg verder in noordelijke richting, langs de Viconiokleiputten, de Viconiahoeve, het nieuw dorpscentrum van Stuivekenskerke, om dan uit te monden in de Kleine Beverdijkvaart.
Tijdens de Eerste Wereldoorlog werd bij de IJzerslag de IJzervlakte onder water gezet. Aan de Reigersvliet waren een paar Belgische voorposten ingericht, een in Oud-Stuivekens en iets noordelijker de Grote Wacht Reigersvliet. Op 6 maart en 18 maart 1918 werd hier bij de Slag aan de Reigersvliet zwaar gevochten toen de Duitsers probeerden de Belgische stellingen in te nemen.